# 諾斯維爾特設鎮區 (密歇根州)
諾斯維爾特設鎮區（英語：Northville Charter Township）是位於美國密歇根州韋恩縣的一個特設鎮區。

## 地方資料
諾斯維爾特設鎮區的面積為42.92平方千米，當中陸地面積為41.93平方千米，而水域面積為0.98平方千米。根據2020年美國人口普查的數據，當地共有人口31758人，而人口密度為每平方千米739.93人。